# Silvana Veit
Silvana Veit (* 25. Oktober 1989 in Wien) ist eine österreichische Schauspielerin.

## Leben
Silvana Veit wurde 1989 in Wien in eine Familie geboren, die aus Graz und aus Peru stammt. Sie lernte zunächst Blockflöte und Klavier zu spielen und schrieb eigene Lieder. Sie besuchte das Bundesoberstufenrealgymnasium für Musik und Darstellende Kunst (BORG) in Graz, wo sie Unterricht in klassischer Gitarre erhielt. Nach der Matura begann Silvana Veit für drei Semester ein Studium an der Universität Wien in Politikwissenschaften, Philosophie und spanischer Literatur. Nebenbei studierte sie Filmmusik an der Filmakademie Wien. Sie ging dann nach Berlin, wo sie von 2008 bis 2010 an der Berliner Schule für Schauspiel studierte und als Musikerin in Bars auftrat. Im Anschluss setzte sie von 2010 bis 2014 ihre Ausbildung an der Universität Mozarteum Salzburg fort. Von 2014 bis 2015 war Veit Ensemblemitglied am Schauspielhaus Graz. Sie spielte auch am Nationaltheater Weimar und hatte Gastengagements bei den Salzburger Festspielen. Später begann sie, als freischaffende Künstlerin in ihrer Wahlheimat Graz zu arbeiten.
Silvana Veit spielt auch in Fernsehproduktionen mit und war unter anderem in Großstadtrevier, Steirerstern oder Kopftuchmafia zu sehen.

## Filmografie
- 2000: Julia – Eine ungewöhnliche Frau (Fernsehserie)
- 2000: Medicopter 117 – Jedes Leben zählt (Fernsehserie)
- 2001: Uprising – Der Aufstand
- 2017: Mitten im 8en – Der ganz normale Alltagswahnsinn
- 2018: Team Alpin (Fernsehserie)
- 2019: SOKO Donau (Fernsehserie)
- 2022: Landkrimi: Steirerstern (Fernsehreihe)
- 2024: Großstadtrevier (Fernsehserie, 2 Folgen)
- 2024: Kopftuchmafia (Fernsehfilm, Alternativtitel Dorfkrimi – Die tote Braut)